# جيسي ك. ليو
جيسي ك. ليو (بالإنجليزية: Jessie K. Liu)‏ هي محامية أمريكية، ولدت في 2 يناير 1973 في كينغزفيل في الولايات المتحدة.